# Mace (Band)
Mace ist eine US-amerikanische Crossover-Band aus Everett, Washington, die im Jahr 1983 gegründet wurde, sich 1989 auflöste und 2012 wieder zusammenfand.

## Geschichte
Die Band wurde im Jahr 1983 gegründet. Erstmals war die Band auf der Kompilation Metal Massacre V im Jahr 1984 mit dem Lied Marching Saprophytes zu hören. Dabei bestand die Band aus Sänger und Schlagzeuger Vence De Rose, Gitarrist Dave Hillis und Bassist Kirk Verhey. Im Jahr 1985 folgte das Debütalbum Process of Elimination, worauf Bassist Verhey den Sängerposten übernahm und Shane White das Schlagzeug spielte. White verließ die Band etwas später wieder, sodass auf dem zweiten Album The Evil in Good (1987) David Kopler als neuer Schlagzeuger vertreten war. Im Jahr 1989 Colin-Tocquaine (seit 1986) löste sich die Gruppe auf. Nach der Bandauflösung war Hillis als Produzent für Bands wie Alice in Chains, Blind Melon und Pearl Jam tätig. Im Jahr 2012 fand die Gruppe wieder zusammen.

## Stil
Die Band spielt eine Mischung aus Hardcore Punk und Thrash Metal, wobei die Lieder vergleichbar mit denen von Agnostic Front und Cryptic Slaughter sind.

## Diskografie
- 1984: Demo (Demo, Eigenveröffentlichung)
- 1985: Process of Elimination (Album, Restless Records)
- 1987: The Evil in Good (Album, Black Dragon Records)